# GoDaddy
GoDaddy Inc. (NYSE: GDDY) er en amerikansk it-virksomhed, der arbejder med registrering af domænenavne og webhosting. Deres hovedkvarter er i Tempe, Arizona. GoDaddy har over 62 mio. registrerede domæner. De har 21 mio. kunder og over 6.100 ansatte.
GoDaddy blev etableret i 1997 i Phoenix, Arizona af iværksætter Bob Parsons.